# Sierniki (Kościan)
Pour les articles homonymes, voir Sierniki.
Sierniki (prononciation : [ɕerˈniki]) est un village polonais de la gmina de Czempiń dans le powiat de Kościan de la voïvodie de Grande-Pologne dans le centre-ouest de la Pologne.
Il se situe à environ 5 kilomètres au nord-ouest de Czempiń (siège de la gmina), à 15 kilomètres au nord-est de Kościan (siège du powiat) et à 25 kilomètres au sud-ouest de Poznań (capitale régionale).

## Histoire
De 1975 à 1998, le village faisait partie du territoire de la voïvodie de Poznań.

Depuis 1999, Sierniki est situé dans la voïvodie de Grande-Pologne.